# اثر بازولد

این تصویر یک نمایش از اثر بازولد است. رنگ قرمز در مجاورت رنگ سفید روشن تر به نظر می‌رسد. همین رنگ در کنار رنگ مشکی تیره تر مشاهده می‌شود.

اثر بازولد (به انگلیسی: Bezold effect) یکی از گونه های خطای دید است. اسم این خطای دید از نام کاشف آن یعنی ویلیام ون بازولد (۱۸۳۸-۱۹۰۷ میلادی) گرفته شده است. او کشف کرد که رنگ ممکن است در مجاورت رنگ های دیگر به گونه دیگری به نظر آیند.
این اتفاق زمانی رخ می‌دهد که مناطق رنگی کوچک در کنار هم قرار می‌گیرند. به صورت دقیق تر این اتفاق را اثر ادغام ون بازولد میگویند.